# Apelleas
Apelleas (altgriechisch Ἀπελλέας Apelléas) war ein griechischer Bildhauer, der am Anfang des 4. Jahrhunderts v. Chr. tätig war.
Apelleas war Teil einer Künstlerfamilie aus Megara, neben seiner sind sowohl die Bildhauertätigkeit seines Vaters Kallikles als auch die seines Großvaters Theokosmos bezeugt. Plinius der Ältere berichtet in seiner Naturalis historia, dass Apelleas Statuen von Philosophen und von Frauen anfertigte. Pausanias beschreibt zwei Statuengruppen, die von der Tochter des spartanischen Königs Archidamos II. und ersten Olympiasiegerin Kyniska nach Olympia gestiftet wurden. Die erste Statue zeigte einen viergespannigen Rennwagen samt Pferden, den Wagenlenker und Kyniska selbst und wird von Pausanias explizit als Werk des Apelleas genannt. Bei der zweiten handelte es sich um Pferdestatuen als Votivgabe an Zeus, die im Pronaos des Zeustempels aufgestellt wurden. Den Namen des Bildhauers erwähnt Pausanias nicht.
Von beiden Statuengruppen wurden bei Ausgrabungen die Basen wiedergefunden. Die Basis der ersten ist eine Rundbasis aus schwarzem Kalkstein, die im nördlichen Teil des Prytaneions gefunden wurde. Auf ihr befindet sich eine Inschrift, die den ersten Sieg einer Frau als Teilnehmerin der Olympischen Spiele hervorhebt:
Σπάρτας μὲν [βασιλῆες ἐμοὶ]

πατέρες καὶ ἀδελφοί, ἅ[ρματι δ’ ὠκυπόδων ἵππων]

νικῶσα Κυνίσκα εἰκόνα τάνδ’ ἔστασε· μόν[αν]

δ’ ἐμέ φαμι γυναικῶν Ἑλλάδος ἐκ πάσας τό[ν]-

δε λαβε῀ν στέφανον. 
Spartas Könige sind mir Väter gewesen und Brüder,

doch zu Wagen ich siegte mit stürmenden Rossen,

Kyníska, stell ich das Bild hier auf, und es hat den Kranz von den Frauen

aus ganz Hellas vor mir noch keine, rühm ich, empfangen.
Die zweite, im Pronaos des Zeustempels gefundene, Basis ist viereckig und aus weißem Marmor mit unregelmäßiger Struktur. Auf ihr findet sich zwar keine Inschrift, aber die Signatur des Apelleas. Es wird angenommen, dass es sich bei dieser Basis um die von Pausanias erwähnten Votivgabe der Kyniska handelt.